# Йозеф Меліхар
Йозеф Меліхар (чеськ. Josef Melichar, нар. 20 січня 1979, Чеські Будейовиці) — колишній чеський хокеїст, що грав на позиції захисника.

## Ігрова кар'єра
Хокейну кар'єру розпочав 1997 року в ЗХЛ.
1997 року був обраний на драфті НХЛ під 221-м загальним номером командою «Піттсбург Пінгвінс». 
Протягом професійної клубної ігрової кар'єри, що тривала 13 років, захищав кольори команд «Кароліна Гаррікейнс», «Спарта» (Прага), «Піттсбург Пінгвінс», «Тампа-Бей Лайтнінг», «Чеські Будейовиці» та «Лінчепінг».
Загалом провів 354 матчі в НХЛ, включаючи 5 ігор плей-оф Кубка Стенлі.
Грав за збірну команду Чехії здебільшого в турнірах Єврохокейтуру та товариських матчах.

## Статистика
| Сезон        | Клуб                            | Ліга         | Регулярний сезон | Регулярний сезон | Регулярний сезон | Регулярний сезон | Регулярний сезон | Плей-оф | Плей-оф | Плей-оф | Плей-оф | Плей-оф |
| Сезон        | Клуб                            | Ліга         | І                | Г                | П                | О                | ШХ               | І       | Г       | П       | О       | ШХ      |
| ------------ | ------------------------------- | ------------ | ---------------- | ---------------- | ---------------- | ---------------- | ---------------- | ------- | ------- | ------- | ------- | ------- |
| 1997–98      | «Трай-Сіті Американс»           | ЗХЛ          | 67               | 9                | 24               | 33               | 152              | —       | —       | —       | —       | —       |
| 1998–99      | «Трай-Сіті Американс»           | ЗХЛ          | 65               | 8                | 28               | 36               | 125              | 11      | 1       | 0       | 1       | 15      |
| 1999–00      | «Віклс-Беррі/Скрентон Пінгвінс» | АХЛ          | 80               | 3                | 9                | 12               | 126              | —       | —       | —       | —       | —       |
| 2000–01      | «Піттсбург Пінгвінс»            | НХЛ          | 18               | 0                | 2                | 2                | 21               | —       | —       | —       | —       | —       |
| 2000–01      | «Віклс-Беррі/Скрентон Пінгвінс» | АХЛ          | 46               | 2                | 5                | 7                | 69               | 21      | 0       | 5       | 5       | 6       |
| 2001–02      | «Піттсбург Пінгвінс»            | НХЛ          | 60               | 0                | 3                | 3                | 68               | —       | —       | —       | —       | —       |
| 2002–03      | «Піттсбург Пінгвінс»            | НХЛ          | 8                | 0                | 0                | 0                | 2                | —       | —       | —       | —       | —       |
| 2003–04      | «Піттсбург Пінгвінс»            | НХЛ          | 82               | 3                | 5                | 8                | 62               | —       | —       | —       | —       | —       |
| 2004–05      | «Спарта» (Прага)                | ЧЕ           | 13               | 0                | 4                | 4                | 8                | 5       | 0       | 0       | 0       | 6       |
| 2005–06      | «Піттсбург Пінгвінс»            | НХЛ          | 72               | 3                | 12               | 15               | 66               | —       | —       | —       | —       | —       |
| 2006–07      | «Піттсбург Пінгвінс»            | НХЛ          | 70               | 1                | 11               | 12               | 44               | 5       | 0       | 0       | 0       | 2       |
| 2007–08      | «Чеські Будейовиці»             | ЧЕ           | 6                | 0                | 0                | 0                | 4                | —       | —       | —       | —       | —       |
| 2007–08      | «Лінчепінг»                     | Елітсерія    | 50               | 0                | 8                | 8                | 74               | 16      | 1       | 1       | 2       | 39      |
| 2008–09      | «Кароліна Гаррікейнс»           | НХЛ          | 15               | 0                | 4                | 4                | 8                | —       | —       | —       | —       | —       |
| 2008–09      | «Олбані Рівер-Ретс»             | АХЛ          | 25               | 1                | 4                | 5                | 35               | —       | —       | —       | —       | —       |
| 2008–09      | «Норфолк Едміралс»              | АХЛ          | 1                | 0                | 0                | 0                | 0                | —       | —       | —       | —       | —       |
| 2008–09      | «Тампа-Бей Лайтнінг»            | НХЛ          | 24               | 0                | 5                | 5                | 29               | —       | —       | —       | —       | —       |
| 2009–10      | «Чеські Будейовиці»             | ЧЕ           | 52               | 5                | 9                | 14               | 80               | 5       | 0       | 0       | 0       | 6       |
| 2010–11      | «Чеські Будейовиці»             | ЧЕ           | 12               | 0                | 1                | 1                | 8                | —       | —       | —       | —       | —       |
| 2010–11      | «Лінчепінг»                     | Елітсерія    | 41               | 0                | 5                | 5                | 24               | 7       | 0       | 0       | 0       | 2       |
| Усього в НХЛ | Усього в НХЛ                    | Усього в НХЛ | 349              | 7                | 42               | 49               | 300              | 5       | 0       | 0       | 0       | 2       |